# Quotations Vol.1 - The Status Quo Early Years
Quotations Vol.1 - The Status Quo Early Years è un album rarità del gruppo inglese Status Quo, uscito nel 1987.

## Descrizione
Dopo essere state introvabili per quasi vent'anni, le prime incisioni della longeva band britannica vengono raccolte ed inserite in questa notevole antologia di rarità per essere finalmente fruibili al pubblico.
L'album contiene gran parte delle primissime registrazioni effettuate dagli Status Quo in sala d'incisione, molte delle quali pubblicate come singoli nel biennio 1966-1967, quando la giovane band ancora si chiamava “The Spectres” e poi “Traffic Jam”.

## Tracce
Brani incisi con la denominazione di The Spectres
1. I (Who Have Nothing) - 3:01 - (Donida/Mogol/Stoller/Leiber)
2. Neighbour Neighbour - 2:43 - (Valier)
3. Hurdy Gurdy Man - 3:15 - (Lancaster/Barlow)
4. Laticia - 3:00 - (Lancaster/Barlow)
5. (We Ain't Got) Nothin' Yet - 4:44 - (Gilbert/Scala/Esposito)
6. I Want It - 3:01 - (Lynes/Coghlan/Rossi/Lancaster)

Brani incisi con la denominazione di Traffic Jam
1. Almost but Not Quite There - 2:45 - (Barlow/Rossi)
2. Wait Just a Minute - 2:12 - (Lynes)

## Formazione
- Francis Rossi (chitarra solista, voce)
- Rick Parfitt (chitarra ritmica, voce)
- Alan Lancaster (basso, voce)
- John Coghlan (percussioni)
- Roy Lynes (tastiere)